# Alfred Sturtevant
Alfred Henry Sturtevant (21 novembre 1891 – 5 aprile 1970) è stato un genetista e biologo statunitense e studente di Thomas Hunt Morgan.
Ha pubblicato un lavoro datato 1913 e riguardante l'eredità sex-linked dei geni, intitolato "The Linear Arrangement of Six Sex-Linked Factors in Drosophila, as Shown by Their Mode of Association" (J. Exptl. Zoology, volume 14, pagine 43.59). In pratica, ha costruito la prima mappa genica di un cromosoma.
Sturtevant ha fornito le prove sperimentali dell'organizzazione lineare dei geni sui cromosomi, sfruttando l'analisi quantitativa delle frequenze di crossing-over fra due caratteri determinati dal cromosoma X del moscerino della frutta "Drosophila melanogaster".
Nel 1967, Sturtevant ricevette la National Medal of Science.

## Pubblicazioni
- (EN) The linear arrangement of six sex-linked factors in Drosophila, as shown by their mode of association. Giornale della sperimentazione zoologica, 14: 43-59, 1913 (PDF), su esp.org.
- (EN)   A. H. Sturtevant, Notes on North American Drosophilidae with descriptions of twenty-three new species, in Annals of the Entomological Society of America, vol. 9, n. 4, 1916,  pp. 323-343. PDF
- Le specie nordamericane della Drosophila. Carnegie Institute of Washington, 1921.
- A History of Genetics. Cold Spring Harbor Laboratory Press. Online Electronic Edition